# Gero II
Gero II, chiamato anche Gerone II, (975 circa – Krosno Odrzańskie, 1º settembre 1015) fu margravio della marca orientale sassone dal 993 alla morte.

## Biografia
Era il figlio maggiore di Tietmaro, margravio di Meißen, e di Schwanehilde (Suanhild), figlia di Ermanno Billung, duca di Sassonia. Era quindi probabilmente un nipote di Hidda e Cristiano del Serimunt e venne chiamato Gero per suo prozio Gero I il Grande. Succedette allo zio Odo I come margravio della marca orientale sassone, in cui era inclusa la marca di Lusazia nel 993.
Gero fu creato conte di Hassegau nel 992, un anno prima di diventare margravio. Morì nei suoi territori in battaglia contro un esercito polacco di Boleslaw I nel Gau Diadesi e fu sepolto nel monastero della sua famiglia di Nienburg. Ebbe una moglie di nome Adelaide (Athelheidhe) e da questa ebbe un figlio, Tietmaro, che gli successe.